# А-100
А-100 «Премьер» — проект российского самолёта дальнего радиолокационного обнаружения и управления (ДРЛО) на базе Ил-76МД-90А с двигателем ПС-90А-76. Заявлено, что самолёт сможет обнаруживать и сопровождать до 301 воздушных, морских и наземных целей, а также управлять беспилотниками. В качестве воздушного командного пункта А-100 обеспечит устойчивую связь с различными группировками войск. Самолёт получает информацию не только со своего радара, но и от космических спутников. Многофункциональный авиационный комплекс радиолокационного дозора и наведения (МАК РЛДН). Антенный комплекс построен на базе антенны с активной фазированной решёткой.
Ранее поставки в ВВС России планировалось начать в 2016 году; в 2022 году предполагалось, что самолёты начнут поступать в ВКС России в 2024 году.

## История
21 ноября 2014 года ТАНТК имени Г. М. Бериева получил первый самолёт Ил-76МД-90А для переоборудования в самолёт ДРЛО типа А-100.
Проект нового самолёта дальнего радиолокационного обнаружения и наведения, должен будет постепенно заменить в ВВС РФ имеющиеся машины А-50 и А-50У. Многофункциональный бортовой радиотехнический комплекс для самолёта создаётся концерном радиостроения «Вега». По словам генерального конструктора концерна «Вега» В. С. Вербы, с новым оборудованием самолёт превосходит все зарубежные аналоги, включая американские Boeing E-3 Sentry. Российский летающий радар может одновременно сопровождать до 300 целей на расстоянии в 650 км.
А-100 способен находиться в воздухе на расстоянии 1000 километров от базы до 6 часов.
26 октября 2016 года летающая лаборатория для самолёта ДРЛО А-100 «Премьер» впервые поднялась в воздух. Летающая лаборатория А-100ЛЛ создана на базе штатного самолёта А-50.
Первый полёт состоялся 18 ноября 2017 года с аэродрома Таганрогского авиационного научно-технического комплекса им. Г. М. Бериева.
В июле 2020 года стало известно о том, что для ВКС РФ построят ещё один самолёт А-100, который присоединится к программе испытаний, рассчитанных на срок до 2024 года. Сообщалось также, что после завершения испытаний в 2024 году начнётся серийное производство А-100 и замена парка устаревающих самолётов ДРЛОиУ А-50. Таким образом, сроки окончания испытаний и начала серийного производства самолёта значительно сдвинулись по сравнению с первоначально заявленными сроками. Если изначально планировалось завершить испытания и начать поставки в 2016 или 2017, то позже эти сроки официально сдвинули на 2024 год; подобная судьба была и у А-50, разработка и испытания которого шли 12 лет.
10 февраля 2022 года состоялся первый полёт комплекса А-100 с уже включённым бортовым радиотехническим комплексом (БРТК).

## Конструкция
Основой для самолёта А-100 стал самолёт А-50ЭИ, в конструкцию которого внесены следующие изменения:
- установлен новый радиотехнический комплекс «Премьер»,
- установлен новый пилотажно-навигационный комплекс,
- изменено расположение дверей, окон и люков,
- изменены бортовые системы[2].